# Theophanes Kerameus
Theophanes Kerameus (mittelgriechisch Θεοφάνης Κεραμεῦς) war angeblich im 12. Jh. ein Bischof von Rossano in Kalabrien, Italien. Er galt als Verfasser einer Reihe von Homilien.
Die etwa 90 Predigten, die in Manuskripten überliefert sind, sind geschrieben auf griechisch und großenteils exegetisch. Sie sind einfach und natürlich gehaltene Meisterstücke der Rednerkunst. Eine erste Ausgabe besorgte Francesco Scorso SJ 1644 in Paris. Diese Ausgabe wurde in der Patrologia Graeca nachgedruckt.
F. Scorso, der Erstherausgeber, ging noch davon aus, dass Theophanes Kerameus im 9. Jahrhundert gelebt habe und Bischof von Taormina in Sizilien gewesen sei. Schon Pierre Batiffol vermutete jedoch, dass ein Großteil der Homilien vom kalabrischen Mönch Philagathos von Cerami, einem Schüler des Abts Bartholomäus von Simeri († 1130), verfasst worden sind. Dies gilt inzwischen als gesichert.